# Visoko (BiH)
Visoko je grad, u središnjem dijelu Bosne i Hercegovine u Zeničko-dobojskoj županiji. Prirodni okoliš Visokog određen je dolinama rijeka Bosne i Fojnice. Po popisu iz 2013. godine u Visokom živi 39.838 stanovnika.
Visočka dolina bila je rano središte srednjovjekovne države u Bosni, Bosanske Banovine, a kasnije i samoproglašene Kraljevine. U Milima je bilo bansko sjedište i središte državnog života, gdje se održavao stanak (lokalni sabor, u nekim izvorima i "Sva Bosna", te krunsko mjesto prvog bosanskog kralja, Tvrtka Kotromanića. Stari grad Visoki koji se nalazi na brdu Visočica bio je politički bitna tvrđava, a njezino podgrađe Podvisoki bilo je jedno od najranijih primjera srednjovjekovne urbane sredine na užem području Bosne. Kasnije, u prvoj polovini 14. stoljeća, u obližnjim Moštrima bila je kuća krstjana. Od srednjovjekovnog je grada Visoko izraslo u naselje osmanskog tipa. U okviru ove nove vrste grada povijesnu ulogu imao je osmanlijski guverner Bosne Ajas-paša. Prije rata u Bosni i Hercegovini općina Visoko je bio najveći izvoznik tekstila i kože u Jugoslaviji. Danas su nositelji gospodarskog rasta i razvitka i dalje kožarsko-tekstilna industrija, te auto-industrijska. Od 2006. godine Visoko posjećuju desetci tisuća turista zbog tvrdnji Semira Osmanagića.

## Zemljopis
Visoko se nalazi u središnjem dijelu Bosne i Hercegovine u Zeničko-dobojskoj županiji, unutar industrijske regije Sarajevo-Zenica. Graniči s općinama Kiseljak, Busovača, Kakanj, Vareš, Breza, Ilijaš i Ilidža. Nalazi se na magistralnoj cesti i željezničkoj pruzi Sarajevo – Zenica, a regionalne ceste povezuju je sa susjednim općinama. 
Grad Visoko proteže se na površini od 230,8 km2, a prema popisu iz 1991. godine imala je 46.160 stanovnika uz gustoću od 197,32 stanovnika na km2. Od toga na gradsko područje otpada 14.140 stanovnika ili 30 %, a na izvangradska područja 31.990 stanovnika ili 69,4 %. Po popisu iz 2013. godine imala je 39.938 stanovnika uz gustoću od 173,04 stanovnika na km2. Od toga na gradsko područje otpada 11.205 stanovnika s gustoćom od 6.330.50 stanovnika na km2. 
Prirodna sredina područja je određena dolinama rijeka Bosne i Fojnice, morfološkim diferencijacijama dolina s padinama podbrda i vijencem visokih planina Srednje Bosne – Ozrena, Vranice i Zvijezde. Prostor Visokog doseže relativno niske nadmorske visine i to od 399 do 1050 m, što je vrlo povoljno za razvoj poljoprivredne proizvodnje, industrije, građenja i održavanja prometnica i drugih sustava komunalne infrastrukture. Brdoviti tereni na ovom području čine oko 60 % prostora i primorali su gradnju glavnih saobraćajnica u dolinama rijeka Bosne i Fojničke. Ovaj problem je kroz povijest sputavao snažniji razvoj poljoprivredne proizvodnje i onemogućio upotrebu mehanizacije, izuzev u Visočkom polju čija je dužina 8 km, a širina 2 km. Prirodni resursi kojima područje raspolaže su poljoprivredno zemljište, šume, vode, te mineralne sirovine kao što su glina, gips, ugljen i različite vrste kamena.

### Susjedne općine
| Kakanj Busovača | Kakanj          | Kakanj Vareš  |
| Kiseljak        | Susjedne općine | Breza Ilijaš  |
| Kiseljak Ilidža | Ilidža          | Ilijaš Ilidža |

## Infrastruktura
Zdravstvene usluge na području grada pruža Dom zdravlja Visoko izgrađen 1953. godine. Osnovna zdravstvena zaštita rješava se u sklopu opće prakse u Domu zdravlja i preko obiteljske medicine. Nositelj socijalne zaštite je Javna ustanova "Centar za socijalni rad" Visoko.
Visoko je smješteno uz Europski pravac E73 (Autocesta A1) koji ga izravno veže sa Zenicom i Sarajevom, a čiji je dio i magistralna cestu M17. S ostalim većim gradovima povezan je regionalnom cestom R443 (Visoko – Kiseljak – Kreševo – Tarčin). Regionalnom cestom R445 koja prati Autocestu A1 moguće je doći do Kaknja i Semizovca, gdje se cesta uključuje na magistralnu cestu M18. Na M18 moguće se uključiti i s Autoputa A1. Nalazi se uz željezničku prugu Šamac – Sarajevo. U Moštru se nalazi športska zračna luka. Javno preduzeće Visokogas je zaduženo za opskrbu prirodnog plina koji je proveden ne većini uže gradske jezgre i nekim okolnim mjesnim zajednicama. Vodovod obuhvaća prostor uže gradske zone i pojedinih prigradskih naselja i gradskih područja.

## Stanovništvo

### Osmanski popis stanovništva 1468./69.
| Stanovništvo Visokog 1468./1469. |           |           |         |       |                 |
| godina                           | broj sela | broj kuća | odrasli | djeca | broj stanovnika |
| 1468./1469.                      | /         | 220       | /       | /     | 1125            |

### Popisi 1971. – 1991.
| Stanovništvo općine Visoko |                  |                  |                  |
| godina popisa              | 1991.            | 1981.            | 1971.            |
| Muslimani                  | 34.373 (74,46 %) | 28.838 (70,50 %) | 25.683 (72,34 %) |
| Srbi                       | 7471 (16,18 %)   | 6831 (16,70 %)   | 7166 (20,18 %)   |
| Hrvati                     | 1872 (4,05 %)    | 1879 (4,59 %)    | 1914 (5,39 %)    |
| Jugoslaveni                | 1464 (3,17 %)    | 2783 (6,80 %)    | 392 (1,10 %)     |
| ostali i nepoznato         | 980 (2,12 %)     | 570 (1,39 %)     | 348 (0,98 %)     |
| ukupno                     | 46.160           | 40.901           | 35.503           |

#### Visoko (naseljeno mjesto), nacionalni sastav
| Visoko             |                  |                |                |
| godina popisa      | 1991.            | 1981.          | 1971.          |
| Muslimani          | 10.056 (73,60 %) | 7693 (66,01 %) | 7187 (75,72 %) |
| Srbi               | 1641 (12,01 %)   | 1241 (10,64 %) | 1369 (14,42 %) |
| Hrvati             | 395 (2,89 %)     | 392 (3,36 %)   | 442 (4,65 %)   |
| Jugoslaveni        | 1115 (8,16 %)    | 2072 (17,78 %) | 294 (3,09 %)   |
| ostali i nepoznato | 456 (3,33 %)     | 255 (2,18 %)   | 199 (2,09 %)   |
| ukupno             | 13.663           | 11.653         | 9491           |

### Popis 2013.
| Stanovništvo grada Visokog |                  |
| godina popisa              | 2013.            |
| Bošnjaci                   | 36.697 (91,88 %) |
| Hrvati                     | 576 (1,44 %)     |
| Srbi                       | 286 (0,72 %)     |
| ostali i nepoznato         | 2379 (5,96 %)    |
| ukupno                     | 39.938           |

| Visoko – naseljeno mjesto |                |
| godina popisa             | 2013.          |
| Bošnjaci                  | 9390 (83,80 %) |
| Hrvati                    | 236 (2,11 %)   |
| Srbi                      | 153 (1,37 %)   |
| ostali i nepoznato        | 1426 (12,73 %) |
| ukupno                    | 11.205         |

## Naseljena mjesta
Grad Visoko sačinjavaju sljedeća naseljena mjesta:
Arnautovići, 
Bare, 
Bešići, 
Biskupići, 
Bradve, 
Brezovik, 
Buci, 
Bulčići, 
Buzić Mahala, 
Buzići, 
Čakalovići, 
Čekrčići, 
Čifluk, 
Ćatići, 
Dautovci, 
Dobrinje, 
Dobro, 
Dobro Selo, 
Dol, 
Dolipolje, 
Dolovi, 
Donja Vratnica, 
Donja Zimća,
Donje Moštre, 
Dvor, 
Džindići, 
Ginje, 
Goduša, 
Gorani, 
Gornja Vratnica, 
Gornja Zimća, 
Gornje Moštre, 
Grad, 
Grajani, 
Grđevac, 
Hadžići, 
Hlapčevići,
Jelašje, 
Kalići, 
Kalotići, 
Koložići, 
Kondžilo, 
Kopači, 
Kula Banjer, 
Liješeva, 
Lisovo, 
Loznik, 
Lužnica, 
Mali Trnovci, 
Malo Čajno, 
Maurovići, 
Mladoš, 
Muhašinovići, 
Mulići, 
Okolišće, 
Orašac, 
Ozrakovići, 
Paljike, 
Podvinci, 
Podvinje, 
Poklečići, 
Poriječani, 
Radinovići, 
Rajčići, 
Ramadanovci, 
Ratkovci, 
Seoča, 
Smršnica, 
Srhinje, 
Stuparići, 
Svinjarevo, 
Šošnje, 
Taukčići, 
Topuzovo Polje, 
Tramošnjik, 
Tujlići, 
Tušnjići, 
Upovac, 
Uvorići, 
Veliko Čajno, 
Veruša, 
Vidovići, 
Vilenjak, 
Visoko, 
Vrela, 
Zagorice, 
Zagornica i 
Zbilje.

## Uprava
Nositelj izvršne vlasti u Visokom je gradonačelnik sa šest pomoćnika koji pružaju potporu pri donošenju različitih odluka. Predstavničko tijelo Visokog je Gradsko vijeće koje ima ukupno 25 vijećnika. U donošenje odluka od lokalnog značenja uključeni su i građeni putem mjesnih zajednica. U Gradu Visoko formirano je ukupno 26 mjesnih zajednica. Savjet mjesne zajednice ima od 5 do 9 ĉlanova, ovisno o broju stanovnika mjesne zajednice. Savjet mjesne zajednice ima: 5 članova u mjesnoj zajednici koja ima do 1000 stanovnika, 7 članova u mjesnoj zajednici koja ima od 1000 do 2000 stanovnika, 9 članova u mjesnoj zajednici koja ima preko 2000 stanovnika.
Visoko je 1. travnja 2019 administrativno postala grad. To su omogućili zakoni koje je sjednici usvojio većinom glasova Dom naroda Federalnog parlamenta.

## Povijest

### Prapovijest
Zbog plodne doline kroz koju protječu dvije rijeke Bosna i Fojnička, područje oko grada je bilo oduvijek naseljeno. Pronađena su neolitska naselja na obalama rijeka u mjestima kao što su Arnautovići, Donje Moštre, Okolište, Zbilje, Ginje, Dvor.
U vremenu oko 4800. pr. Kr na cijelom području visočkog bazena moglo je biti oko 3500 stanovnika, što u prosjeku čini gustinu naseljenosti od 31 stanovnika po km2. Okolište je jedno od najvećih naselja pronađenih u BiH, što su pokazali pronađeni materijali, proizvodnja pokretnog arheološkog materijala, i broj kuća otkrivenih snimanjem. Naselje je bilo zatvorenog tipa i zaštićeno s pet rovova.[nedostaje izvor]
Slijed življenja nastavio se i u metalnom dobu. Značajna nalazišta za željezno doba su Hadžići – brdo Gradina, Kopači, Malo Čajno, Zbilje, Mokronoge, Vratnica i Porječani. Većinski dio Bosne naseljavali su Dezitijati koji su pripadali srednjobosanskoj kulturnoj grupi brončanog i željeznog doba. S metalnim dobom, kada se stanovništvo sve više povlači na padinska područja, na moštranskome predjelu postojala je gradina Gradac u Gunjačama (područje Mokronoga). Mokronoška gradina imala je promjer 300x100 metara.

### Antika
U Moštrima nalazi se bitan antički lokalitet za visočko područje koji se nalazi uz potok Zimašnicu, lokalitet Svibe. Pronađeni nalazi kao što su temelji zgrada, kamen, žbuka, crijep i opeka, kao i fragmenti fresko – slika i keramike provincijalne izrade ukazuju na antičku naseobinsku djelatnost i aglomeraciju. Jačanjem centara u području Ilidže, Višnjice blizu Kiseljaka i Breze, područje Visokog, a posebno moštranski kraj postaje raskrsnica glavnih rimskih puteva. Antička naseobinska djelatnost zabilježena i na nešto sjevernijem lokalitetu Crkvina, koje se nalazi na širem području Mokronoga.
Tragovi rimskih građevina pronađeni su u Arnautovićima na lokalitetu srednjovjekovnih Mila kao i u potpornim zidovima srednjovjekovne banske i kraljevske bosanske crkve, a sastoje se od dijelova zida i dijelovima krovnog crijepa. Isti je slučaj sa srednjovjekovnoj utvrdi na Visočici, gdje su pronađeni stariji rimski i ilirski tragovi. Sjeveroistočno od mokronoškog Gradca nalazi se lokalitet Gradina u Seoči, čije više i južnije uzvišenje nosi naziv Veliki grad. Vaclav Radimsky 1890. godine, i kasnije Ivo Bojanovski su 1978. utvrdili da se radilo ruševinama manje rimske utvrde sa stražarnicom.

### Srednjovjekovno doba
Za današnje područje Visočkoga polja se pretpostavlja da je još u 10. stoljeću predstavljalo nukleus u razvoju srednjovjekovne države u Bosni koje spominje car Konstantin VII. Porfirogenet, sredinom 10. stoljeća, dok je još pod hrvatskom ili srpskom vlašću.[nedostaje izvor] Sama okolica Visokog, srednjovjekovna župa Bosna je među najvažnijima za stvaranje zemlje Bosne koja je obuhvaćala više okolnih župa.
Naselje smješteno u Visočkome polju i njegovoj okolici, dugo je imalo naziv Bosna što je predstavljalo najstariji i najuži sadržaj pojam Bosne kao teritorijalno-političke zajednice. Mjesto zvano Bosna spominje se u 17 srednjovjekovnih izvora, a Anđelić je tu Bosnu definirao naseljem tipa teritorijalne općine, koje se nalazilo na visočkome polju. Izvjestan broj dokumenata spominje Bosnu u kontekstu užeg naselja. Primjeri su povelje iz 1334. godine kada je ban Stjepan II. pisao povelju in Bossina in curia nostra, kralj Tvrtko I 1366. u svome pismu navodi da piše scripta in Bosna. Na zemljovidu iz 17. stoljeća okolina Visokog je nazvana Podbosanje.
Ban Kulin je u današnjim Biskupićima sagradio crkvu, gdje je pronađena poznata Kulin banova ploča. Po Anđeliću i drugima Bilinpoljski zbor desio u Visočkoj dolini, jer se u latinskom izvorniku spominje Bolino Poili. Po tome, zbor se desio kraj rijeke i da se taj samostan nalazi pokraj grada Bosne 
Grad Visoki na brdu Grad prvi put spominje se 1. rujna 1355. godine kada je u njemu ban Tvrtko I Kotromanić izdao Dubrovčanima povelju kojom im potvrđuje prava i privilegije. Visoko je bilo pod izravnom feudalnom upravom Kotromanića. Grad Visoki, Podvisoki, Mile, Biskupići i Moštre bili su jedno od središta negdašnje srednjovjekovne Bosne. Prvi kralj u Bosni Tvrtko I. Kotromanić se okrunio, a i pokopali su ga u crkvi u Milama, gdje se nalazio i franjevački samostan, a bile su i mjesto održavanja stanka državnog sabora. Tvrđava Visoki je štitila podgrađe Podvisoki koji je bio jedno od najranijih primjera srednjovjekovne gradske sredine na užem području Bosne. U Moštrima se nalazila kuća krstjana, gdje je Crkva bosanska obavljala svoje javne poslove i imala visoko učilište bosanske vjerske organizacije. U Biskupićima nalazila se crkva koju je sagradio prvi domaći ban, Kulin.

##### Političko središte
Mile su bile jedno od mjesta gdje su se održavao često održavao stanak. Nečesto tu se dešavao izbor i krunidba vladara, darivanje i oduzimanje baštine, otuđivanje državnog teritorija i određivanje vanjske politike. Jedan od bitnih događaja bio je stanak (skup vlastele, poznat i kao rusag) u Visokom 1404. godine kada je svrgnut kralj Ostoja, a postavljen Tvrtko II. Mlečani i Dubrovčani su često dolazili u Visoko tražiti povlastice i slobode u trgovini, a koje bi onda bile predmet povelja i odluka koje su donesene na stanku gdje se sastajalo najmoćnije lokalno plemstvo.[nedostaje izvor]

#### Trgovina
Odlučnom trenutku u gospodarstvenome razvoju banovine u Bosni pridonijelo je širenje države za vrijeme Stjepana II. Kotromanića koja će u potpunosti imati kontrolu nad Neretvanskim putom koji je izravno povezivao Dubrovnik i Visočko polje. Najkraće putovanje između Dubrovnika i Podvisokog u 15. stoljeću trajalo je pet, a najduže 13 dana. Banovina Bosna je tada ostvarila izlaz na Jadransko more, a u isto vrijeme povećala se rudarska aktivnost. Skupljeno bogatstvo je dijelom investirano u vladarske komplekse u Podvisokom i Milima. Dubrovčani su bili sve više zainteresirani za Visoko, tako da su do 1412. godine imali veliku trgovačku koloniju. U Podvisokom će ostati sve do 1433. godine. U tom vremenu u Visokom je boravilo 370 Dubrovčana, tako da je ovo naselje bilo jedno od najjačih dubrovačkih naselja u srednjovjekovnoj Bosni. Blizina srednjobosanskoga rudarskog bazena i bitnih gradova u neposrednoj blizini kao što su Olovo i Kreševo, te prirodni položaj Visočkog polja koje je bilo stjecište važnih puteva, od kojih je jedan dolinom Bosne povezivao Središnju Bosnu s Panonskom nizinom, a drugi ušće Neretve sa srednjim Podrinjem su od skromnog trgovišta koje je Podvisoki bilo krajem 1390-ih godina pretvorili u glavno trgovačko središte u srednjovjekovnoj Bosni.
Visoko se postupno razvilo u veliki trg, gdje su trgovci u Podvisokom većinom prodavali razne preparirane rude kao što su srebro i zlato, vosak, med, kožu od domaćih i divljih životinja, kao i stranu robu kao što su bili dubrovački i mletački tekstil, južno voće, sol, te obrtna dobra kao što su brave. Jedan od najpoznatijih visočkih trgovaca iz toga vremena bio je Milaš Radomirić koji je trgovao je srebrom, kožama i voskom. Podvisoki je postao često karavansko odredište. Iz 1428. godine je ostao zabilježen najveći karavanski prijevoz robe u srednjovjekovnoj Bosni koji je na relaciji između Dubrovnika i Podvisokog brojao 600 tovara u karavanu. U Podvisokom je postajala i carinarnica, a carinski službenici se izričito spominju kao carinarnici bosanskoga kralja.[nedostaje izvor]
Podvisoki je postao bitno trgovačko središte iz kojeg se roba nije samo izvozila, već je porastao i uvoz robe. Od 1430. do 1450. godine došlo je do naglog razvoja Fojnice koja se razvila zahvaljujući rudnicima srebra, uzela primat nad Podvisokim kao glavno trgovačko središte i mjesto Dubrovačkih kolonija. To su bile godine odumiranja trgovačke aktivnosti u Podvisokom kojem su doprinijeli i upadi Osmanlija u Središnju Bosnu, sve do konačne propasti Bosanskog kraljevstva.

### Osmanska vladavina
Dolaskom Osmanlija Visoko počinje poprimati urbano obličje. O prvim desetljećima razvoja Visokog nakon osmanskog zauzeća vrlo malo se zna. Najstariji do sada poznati izvor u kojem se spominje Visoko kao dio osmanskog teritorija jest vakufnama Isa-bega Hranušića iz 1462. godine. Visočka nahija obuhvaćala je današnje općine i gradiće: Visoko, Brezu, Busovaču, Fojnicu, Ilijaš, Kiseljak, Kreševo i Vareš. Od srednjovjekovnog grada, Visoko će izrasti u naselje osmanskog tipa. Godine 1477. Ajas-paša je izgradio hamam, mekteb, vodovod, most na rijeci Bosni i Medresu, te utemeljio vakuf i tekiju nakšibendijskog reda koja i danas postoji. Džamija se ne spominje u vakufnami, ali znamo iz izvora iz 1704. da je postojala Ajas-pašina džamija koju je srušio Eugen Savojski. Novi objekti su sačinjavali početnu urbanu jezgru, gospodarstveno središte novog naselja koji se stvara na prostoru srednjovekovnoga trga. U sredini čaršije, koja je i danas smještena na istom mjestu, nalazio se sebilj. Na urbanističkom planu, osmansko Visoko je bilo podijeljeno na obrtnički i trgovački dio – čaršiju i mahalu, te stambeni dio grada. Stambeni dio grada je pružao ugodnu sliku s bujnim, zelenim vrtovima.[nedostaje izvor]
Kao sjedište nahije nalazilo se isprva u sastavu kadiluka Bobovac (1463. – prije 1470.), a potom u sastavu kadiluka Sarajevo sve do 1851., kada je postalo samostalan kadiluk. U Visokom je 1485. godine evidentirano 3 % muslimanskog stanovništva, 1489. godine 5 %, 1516. godine 38 %, 1528./30. godine 60 %, 1540. godine 78 %, a 1570. godine 93 %. Do kraja 16. stoljeća ono je činilo apsolutnu većinu što se neće značajnije mijenjati sve do propasti Osmanskog Carstva.[nedostaje izvor]
Stari Franjevački samostan bio je očuvan sve do 1524. kada su ga srušile turske vlasti, iako je kasnije obnovljen. Političke neprilike vezane za Veliki turski rat prisilile su franjevce da 1688. napuste samostan u Visokom kada su otišli u Gradišku izuzev gvardijana koji je ostao radi čuvanja crkve i samostanske imovine. Franjevci definitivno napuštaju samostan 1697. godine. Tom su se prilikom u Slavoniju otišli i preostali visočki katolici, koji se pridružuju Eugenu Savojskom prilikom njegovog povratka nakon svršetka vojnog pohoda na Sarajevo. Samostan je tada srušen i nije više obnavljan do dolaska Austrougarskih vlasti, iako po nekim izvorima kao što je isprava Kreševskog kadije Derviša neki od franjevaca su ostali u Visokom sve do 1737. godine. U zadnjim desetljećima osmanske uprave u Visokom sagrađena je i otvorena nova medresa (1840.) a zatim i ruždija (1870.). Pravoslavna crkva Sv. Prokopija sagrađena je 1857. godine, a nedugo i pravoslavna škola. U 1861. godini otvorena je cesta Visoko-Kiseljak.[nedostaje izvor]

### Austrougarska monarhija
Nakon Berlinskog kongresa, Austro-Ugarska je 1878. okupirala čitav Bosanski vilajet. Otpor austrijskoj vojsci bio je kratkotrajan i trajao nekih 6 sati pod vodstvom Muhameda ef. Hadžijamakovića, a pridružili su im se i pravoslavni Visočani. Konačan otpor je slomljen poslijepodne 17. kolovoza 1878. kada se grupa povlači prema Sarajevu. Nastavljajući tradiciju iz osmanskog razdoblja i dalje se razvijao kožarski zanat, tako je izvoz kože značajno rastao. Godišnje se prerađivalo 20.000 goveđih i 60.000 ovčjih i kozijih koža, a opančari su izrađivali milijun pari opanaka.
U prvim godinama Austrougarske vlasti Visoko nije bitno mijenjalo izgled te je zadržalo orijentalni oblik. Iako se veći broj muslimana iselio u Tursku, Visoko je i dalje ostalo pretežito muslimansko mjesto. Zgrade su se većinom gradile u pseudomaurskom stilu i ublaženim varijantama neoklasicizma. Daljnji razvoj zaustavio je katastrofalni požar koji je izbio 11. studenoga 1911. godine prilikom čega je izgorjelo preko 450 kuća, trgovina i ostalih objekata, što je činilo više od polovice grada. U proljeće 1912. godine se pristupilo obnovi. U Visoko je pristizala pomoć iz svih dijelova carstva i van njega, a ukupno je prikupljeno 32.158 kruna. Pomoć je stizala iz Beograda, Cazina, Nevesinja, Rogatice, Sarajeva i Tuzle, ali i pojedinaca kao što su direktor vakufa efendija Arnautovič i kralj Austro-ugarske monarhije.

### SHS, Jugoslavija, NDH
U novoj državi Srba Hrvata i Slovenaca, kasnije Kraljevini Jugoslaviji, Drinskoj banovini, struktura stanovništva se nije previše mijenjala, pa tako ni u Drugom svjetskom ratu kada je Visoko bilo sastavni dio NDH. Tijekom rata grad nije pretrpio veliku štetu, osim devet bombi koje su saveznici bacili s ciljem da presijeku vitalne prometnice kako bi usporili povlačenje njemačke vojske. Visoko je oslobođeno 7. travnja 1945. od strane 7., 9. i 17. Krajiške brigade iz Desete divizije. S područja Visokog je 1205 vojnika sudjelovalo u narodnooslobodilačkom ratu, dok ih je 142 poginulo. Poslije rata ustanove i ulice u Visokom obično su dobivale imena po ratnim herojima s područja Visokog.[nedostaje izvor]

### SFR Jugoslavija
U socijalističkoj Jugoslaviji od 1955. Visoko postaje središtem nekoliko današnjih općina: Breza, Fojnica, Ilijaš, Kiseljak, Kreševo i Vareš. Početkom 1950-ih godina počinje izgradnja prvih većih zgrada u Visokom, kao i postupno širenje grada prema prostranim ravnicama. Grad dobiva i sve važnije javne objekte među kojima su pošta, policijska i vatrogasna postaja, dom zdravlja, hotel, kao i robne kuće, športske i ostale stambene i poslovne objekte. Školstvo je također uvelike poboljšano izgradnjom tri nove škole: osnovne škole "Safvet-beg Bašagić", te dvije srednje škole "Hazim Šabanović" i gimnazije.
U ovom se razdoblju ubrzano razvija gospodarstvo te niču tvrtke poput KTK-a, Vispaka, Vitexa, Veleprometa, IGM-a, Kovine i mnogi drugi. Tadašnje je gospodarstvo, prema podatcima iz 1991., upošljavalo 88 % stanovništva. Visoko je 6. svibnja 1971. posjetio Josipa Broz Tito u kojemu je obišao sam grad i tadašnje velike tvrtke i kupio kožno odijelo za sebe i svoju suprugu Jovanku u Kožno-tekstilnom kombinatu. Kasnih 1980-ih godina te početkom 1990-ih dolazi do ubrzane urbanizacije grada s gradnjom velikog gradskog naselja Luke koje se nalazi uz samu rijeku Bosnu, te predstavlja najgušće naseljeni dio grada. Izgradnja je prekinuta početkom rata u Bosni i Hercegovinu, ali je dovršena poslije rata.[nedostaje izvor]

### Visoko u ratu (1992. – 1995.)
6. travnja 1992. proglašava se izvanredno stanje na području Visokog. Već od travnja 1992. počinje doturanje naoružanja prema Sarajevu. Uz pripremanje obrambenih snaga vršen je stalni pritisak na srpsko stanovništvo da predaju sve naoružanje iz vojarnâ Ahmet Fetagahić i Majevica. Dana 25. travnja Srbi napuštaju vojarnu Ahmet Fetagahić i prelaze u vojarnu Majevica. Sljedećeg dana jedinice TO Visoko vrše opsadu i napad na vojarnu Majevica i pri tom osvajaju skoro sve naoružanje.[nedostaje izvor]
Krajem siječnja 1993. raste napetost između ARBiH i HVO-a. Dana 27. siječnja postrojbe 302. mtbr u sudjelovanju s postrojbama ŠTO Visoko i 17. krajiške sudjelovali u bitkama i osvajanju gradića Fojnice. Dana 2. studenog jedinice ARBiH iz Visokog i susjednih općina zauzimaju Vareš s minimalnim gubicima. Posljednji dani 1994. su donijeli primirje između ARBiH i HVO-a. Za to vrijeme u Visokom su trajale pripreme za deblokadu Sarajeva, te su u tu svrhu u Visoko pristigle jedinice 7. korpusa. Operacija deblokade glavnog grada je počela 15. lipnja 1995. Tijekom operacije na Visoko je bačen veliki broj granata te šest modificiranih aviobombi. Deblokada nije ostvarena. Daytonskim sporazumom je okončan rat te uklonjene sve ratne crte oko Visokog.[nedostaje izvor]

### Visoko nakon rata
Visoko je bilo poplavljeno početkom listopada 2024.

## Gospodarstvo
U gospodarskoj strukturi vodeće su grane prije 1992. bile industrija i trgovina. Značajan doprinos u razvoju Visokog je dala poljoprivreda, građevinarstvo, zatim promet i obrt. Prije rata privreda je bila organizirana u 20 tvrtki od kojih su najveće bile "KTK", "Vitex", "Velepromet", "Kovina", "Vispak", GP "Zvijezda", "IGM", "Asfaltgradnja" i druga u kojima se zapošljavalo preko 11.000 radnika. Od ukupno 13.500 zaposlenih, u privredi bilo je zaposleno 88 %, u vanprivredi 7 % i u individualnom sektoru 1,7 %.
S početkom rata gospodarske se aktivnosti otežano odvijaju. Povećani su troškovi i koriste se postojeće zalihe sirovina i repromaterijala. Fizički obujam proizvodnje ostvarivan je kako je to ratna situacija dozvoljavala. Asortiman roba je desetkovan i sveo se na one proizvode koji su od interesa, prije svega, Armije BiH. Usprkos teškim oštećenjima koja se procjenjuju na oko 400 milijuna DEM gospodarski su kapaciteti bili u funkciji i nisu prekidali proizvodnju. Organiziranje industrijske i posebno poljoprivredne proizvodnje pomoglo je u preživljavanju stanovništva i šire regije i dalo velik doprinos u ratu.
Fabrika Preventa smještena na Slobodnoj Zoni u Visokom upošljava preko 1500 radnika i pravi kožne i tekstilne presvlake za sve glavne proizvođače u automobilskoj industriji u Europi, uključujući proizvođače automobila kao što su Volkswagen, Audi, Škoda, Seat, BMW, PSA grupacija, Renault, Opel. Prevent je kontinuirano najveći izvoznik u čitavoj Bosni i Hercegovini. Prema podatcima iz 2014., učešće u ukupnom izvozu Zeničko-dobojskog kantona iznosi 32,21 %. Na području grada Visoko postoje prerađivački kapaciteti u mesnoj (tvrtke Industrija mesa Semić, Akova Group - Brovis, Suša) i konditorskoj industriji (tvrtke Pak-Rampart, Vispak).
Prema podatcima iz 2014. na području Visokog posluje 364 privrednih društava i 1041 samostalnih privrednika koja obavljaju privrednu djelatnost. Nosioci privrednog razvoja područja također su poduzeća iz djelatnosti pakiranja i prerade prehrambenih proizvoda; proizvodnje tekstila i tekstilnih proizvoda (tvrtke Prevent, Albex-Groupe); proizvodnje građevinskog materijala (IGM Visoko); proizvodnje boja, fasada i ljepila (Komochem), metaloprerađivačke (Metal – As) i drvne industrije (tvrtke J.u.A FRISCHEIS, Secom), te proizvodnja Alu i PVC stolarije (Ugarak produkt). Većina tvrtki unutar ovih djelatnosti pretežito su izvozno orijentirane. Ukupno su četiri poslovne zone u Visokom: Poslovna zona Ozrakovići, Poslovna zona Čekrekčije, Poslovna zona Kula Banjer, Slobodna zona Visoko.

### Kožna prerada u Visokom
Kožarski je posao prelazio s koljena na koljeno, s otca na sina pa je zanatsko iskustvo prerade kože rasprostranjeno do današnjih dana. Stari način proizvodnje visočkih tabaka s poznatim tabhanama trajao je s manjim izmjenama i stjecanjem rutine i iskustva tijekom cijelog razdoblja osmanske vlasti. Isti način zadržao se je i dolaskom austro-ugarske monarhije, da bi tek poslije Prvog svjetskog rata bio uveden suvremeniji način prerade kože u gotove proizvode kao što su odjevni i obućarski. 1928. godine pored stare kožare nikla je suvremena radionica za doradu raznovrsnije gotove kože. Tada se počinju upotrebljavati sredstva za štavu i obradu koža kao i strojna mehanizacija. Godine 1929. stvorena je Stručno-zanatsko-kožarska škola Visoko, u kojoj su se školovali budući kadrovi za kožarsku industriju. Ova je škola bila glavna kožarska obrazovna ustanova za cijelu tadašnju Jugoslaviju, pa su se u njoj školovali učenici iz svih dijelova države.[nedostaje izvor]

### Mesna prerada
U BiH je prisutna tradicija proizvodnje suhomesnatih proizvoda među kojima posebno mjesto zauzimaju suho meso i sudžuk koji dolaze s područja Visokog, a tradicija proizvodnje traje od sredine 1750-ih godina. „Visočka pečenica“ trajni je suhomesnati proizvod za koji je udruženje prerađivača mesa s područja grada Visoko „ViPS“ (Visočka pečenica i sudžuka) podnijelo zahtjev prema Agenciji za sigurnost hrane Bosne i Hercegovine za dodjelu oznake zemljopisnog porijekla za „Visočku pečenicu“. U Visokom je zaključno s 2020. godinom bilo 45 registriranih obrtničkih prerađivača mesa. Visočka pečenica je postala službeno zaštićeni proizvod 5. lipnja 2020.

### Poljoprivreda
Najkvalitetnije poljoprivredno zemljište nalazi se uz dolinu rijeke Bosne i Fojnice, te njihovih pritoka (gornje i donje moštransko, dobrinjsko i radovljansko područje). Visoko ima oko 0,22 hektara poljoprivrednog zemljišta po glavi stanovnika. U Zeničko-dobojskoj županiji, Visoko se nalazi u samom vrhu kada je riječ o proizvodnji krumpira, paprike, plave djeteline i graha. Plodna ravnica u slivu rijeke Bosne na području Moštra poznata je po uzgajanju kvalitetne paprike.

### Turizam
Iako Visoko kao grad nikada nije bilo turističko mjesto, ono ipak ima mnogo turističkih atrakcija. Najviše ih je vezano za srednjovjekovnu Bosnu, tako da na brdu Visočici još uvijek ima ruševina stare tvrđave (dio je sačuvan u Visočkom muzeju), a u Milama je pronađen Tvrtkov grob kao i srednjovjekovno naselje. 

#### Piramide u Visokom
U novije vrijeme velika turistička atrakcija u Visokom su okolna brda kao što je Visočica, zbog tvrdnji pseudoistraživača Semira Osmanagića kako se nedaleko od grada Visokog nalazi više piramida izgrađenih ljudskom rukom u davnoj prošlosti. Ozbiljnija znanstvena istraživanja su pokazala da u okolici Visokog ne postoje piramide kao ni građevine sličnog podrijetla. Štoviše, dio akademske zajednice je kritizirao bosanskohercegovačke vlasti jer podupiru opovrgnute tvrdnje o piramidama u Visokom.
U prvim godinama većina posjetitelja su bili tranzitni koji su ostajali u Visokom između 1 – 5 sati. Danas više od trećine gostiju čine gosti koji ostaju između 2 – 10 dana. To se pozitivno odražava na financijski prihod ugostiteljskih objekata u Visokom i uslužnih djelatnosti[16]. Fondacija je svoju turističku ponudu proširila otvaranjem parka "Ravne 2", a broj turista je oko 50.000 na godišnjoj razini. Na vodećoj svjetskoj web stranici za smještajne kapacitete, do 2012. nije bilo nijednog smještajnog kapaciteta iz Visokog. U 2015. bilo ih je 45, u 2016. 70, u 2017. 95, a u 2018. 158 smještajnih kapaciteta (hotela, motela, hostela, apartmana, kuća, vikendica, stanova, kreveta, kampova).
Sve veći broj turista je poboljšao kakvoću turističke infrastrukture, tako da Visoko u svom središtu ima turistički info pult, a zahvaljujući suradnji Fondacije s gradskim, županijskim i federalnim vlastima pristupilo se sustavnom rješavanju turističke infrastrukture: asfaltiranju puteva, izgradnji zaobilaznice da bi bila formirana pješačka zona ispred tunela Ravne (koja je otvorena u ožujku 2019.), izgradnji parkirališnog prostora, početku radova na novom regulacijskom planu za kompleks Ravne, itd.
U prvih sedam mjeseci 2021. broj turista koji su posjetili Visoko iznosio je 30.000.

## Obrazovanje
O postojanju visokog učilišta u Bosni prije osam stoljeća ne postoji mnogo podataka, ali ono što je dostupno potvrđuje izuzetnu činjenicu da je “u mjestu koje se zove Bosna” (Visoko) već 1175. godine postojalo visoko učilište Crkve bosanske. Čini se da je to bilo u Moštru, i neki autori idu dotle da ga proglašavaju sveučilištem.
Povijesni izvori govore o “mjestu koje se zove Bosna”, pored toga što se u dokumentima iz tog vremena spominje “zemlja Bosna”. Srednjovjekovno naselje pod tim nazivom povjesničari su locirali u Visočko polje i njegovo pribrežje i to je najstariji i najuži sadržaj pojma Bosna. Ovakvi izvori i tumačenja ostavljaju mogućnost da je u to vrijeme pojam Bosna bio dvoznačan: pod jednim, širim, se podrazumijevala suverena država, a pod užim zbir lokaliteta (Biskupići, Mile, Moštre i Visoki) koji su zajednički činili političko, duhovno i trgovinsko središte države Bosne. O postojanju visokog učilišta (sveučilišta po nekima) u Bosni, izravno ili neizravno, govore četiri povijesna izvora koji su zapravo izvješća i bilješke protivnika Crkve bosanske. Bosanske arhive progutalo je vrijeme, ratovi i pustošenja stranih vojska. Iz malobrojnih dostupnih izvora izvodi se zaključak da su se predavanja odnosila na područje vrlo široko shvaćene teologije, prije svega etike, medicine i sakramentologije. Predavanja su držana na latinskom jeziku zbog mnogih stranih studenata.
Zahvaljujući određenim izvorima u kojima su sačuvana imena prepisivača rukopisa koji su prepisivali u Visokom i okolnim mjestima može se zaključiti da je prva visočka medresa osnovana prije 1651. godine. Medresa Ahmed-efendije podignuta je 1838. godine zahvaljujući dobrovoljnim prilozima visočkih muslimana te je iste godine i otvorena. U medresi je bila knjižnica koju je 1840. godine uvakufio Mustafa-paša Babić.
Godine 1881. počela je s radom Općinska škola u Visokom. Bila je smještena u kući Hasan-bega Zečevića. Općinska pučka škola izgrađena je krajem 1885. a konačna dogradnja završena 1886. Godine 1910. učenici su ušli u novu "veliku školu" na Kraljevcu. Škola na Kraljevcu dograđivana je 1961., 1971., te 1975./76. godine. Odlukom Općinskog vijeća od 20. siječnja 1993. škola nosi naziv Osnovna škola "Kulin Ban" Visoko.
Franjevačka gimnazija je u Visoko preseljena iz Guče Gore 1900. godine. Do tada je u Gučoj Gori radila kao petorazredna, ovdje radi kao šestorazredna do školske 1913./14. kada se upisuje sedmi razred, a 1914./15. i osmi razred. Poslije Prvog svjetskog rata Gimnazija je nastavila s radom, a 1924. godine njoj je bilo priznato pravo javnosti. U socijalističkoj Jugoslaviji gimnaziji je nakratko onemogućeno djelovanje, da bi 1947. gimnazija dobila dopuštenje ali uz mnoga ograničenja.
Gimnazija u Visokom osnovana je 1960. godine. Škola se sastoji od opće i filološke gimnazije. Godine 1971. izvršena je spajanje Gimnazije i Škole učenika u privredi i dobila naziv Srednjoškolski centar Janko Balorda. koji se 1993. godine mijenja u SŠC Hazim Šabanović. Gradska knjižnica Visoko osnovana je 1946. godine koja danas posjeduje oko 60.000 monografskih publikacija, preko 200 naslova serijskih publikacija, značajan broj neknjižne i zvučne i slikovne građe.

## Kultura

### Nacionalni spomenici
Povjerenstvo za očuvanje nacionalnih spomenika je uvrstila ukupno osam nacionalnih spomenika koji se nalaze u Visokom.
Mile su bile kraljevsko stolno i saborno mjesto Velikog rusaga bosanskog, te krunidbeno i grobno mjesto vladara za vrijeme države u srednjovjekovnoj Bosni. Osim toga, u to vrijeme u Milima se nalazio i franjevački samostan, a od 1340. biva središte vikarije.
Arhitektonski najvrjedniji objekt u Visokom je Šerefudinova Bijela džamija, djelo bosanskohercegovačkog arhitekte Zlatka Ugljena. Džamija je sagrađena 1980. godine. Dobitnica je više nagrada, a najpoznatija je međunarodna Aga Khanova nagrada za arhitekturu, jedna od najprestižnijih nagrada čija je svrha prepoznavanje izvrsnih arhitektonskih građevina i daljnje ohrabrivanje gradnje u islamskim društvima. 
Samostan sv. Bonaventure je katolički vjerski objekt u Vrhbosanskoj nadbiskupiji i proglašen je za nacionalni spomenik Bosne i Hercegovine. Nacionalni spomenik se sastoji od zgrade Samostana s gimnazijom i sjemeništem, pripadajuće crkve i pokretnog naslijeđa koje čini zbirka slika starih majstora.
Crkva svetog Prokopija izgrađena je 1857. godine (1853.) nalazi se u Visokom i predstavlja hram Srpske pravoslavne crkve, pripada Dabrobosanskoj mitropoliji te je sjedište Visočke parohije.

### Kulturne manifestacije
Svake godine u razdoblju srpanj – kolovoz u Visokom organizira se tradicionalna manifestacija Visočko ljeto. Sastoji se od dana trgovine, kulture i športa, u okviru kojih se organizuje tradicionalni oblik prodaje roba široke potrošnje za vrijeme dana trgovine, a različiti sadržaji: kazališne predstave, filmske projekcije, slikovne izložbe, glazbeni koncerti, športske manifestacije, revijalne utakmice športaša i športskih klubova Grada Visoko za vrijeme dana kulture i športa.
Udruženje građana Ars Tragovi svake godine u mjesecu studenome organizira kulturnu manifestaciju Dani Zaima Muzaferije u čast filmskom, televizijskom, i kazališnom glumcu Zaimu Muzaferiji, koji je živio i radio u Visokom. Tijekom ove manifestacije organizira se promocije, kazališne predstave, filmske projekcije, što je prigoda za okupljanje umjetnika, pisaca, glumaca, i redatelja.

### Glazba
U Mulićima djelovao je Institut sevdaha Omera Pobrića koji se bavio očuvanjem bošnjačke glazbene tradicije i sevdalinke.

### Muzeji
U Visokom postoji Zavičajni muzej u kome se nalazi brojno kulturno povijesno naslijeđe Visokog, ali i Bosne. Muzej je osnovan 1953. godine, a najveće zasluge pripadaju inicijativnom odboru u kome su bili Vaso Radić, Salko Oruč, Hasan Šahinović, Avdo Čakić i drugi. Prvi kustos muzeja je bio Anton Smodič koji je pokrenuo neke od prvih projekata koji su uključivali katalogiziranje, uređivanje zbirkâ, prikupljanje materijala i tehničkih crteža.
Vrijednosti koje se nalaze u muzeju su najviše u svezi sa srednjovjekovnom državom Bosnom, zbog činjenice da je Visočka dolina bilo jedno od središta države u srednjovjekovnoj Bosni. U muzeju se čuvaju mnogi predmeti i dokumenti iz srednjovjekovnog vremena, kao i fragmenti ruševina staroga grada Visokog. Fond Zavičajnog muzeja obuhvaća muzejsku građu, sastavljenu od oko 2500 popisanih izložaka, dok sama arheološka zbirka broji preko 100.000 fragmenata, prikupljenih sa šireg područja visočkog područja. Osnovna djelatnost muzeja je prikupljanje, obrada, zaštita, čuvanje i prezentiranje, muzejskog materijala, zaštita kulturne baštine, znanstveno-istraživački rad, te pedagoška i izdavačka djelatnost. 

### Mediji
- Radio i televizija Visoko

## Šport
Organizirano bavljenje športom i fizičkom kulturom u Visokom počinje otvaranjem konfesionalnih i državnih škola u koje se uvodi i nastavni predmet tjelesni odgoj "gombanje". Osim rukometa i nogometa, najuspješniji šport u Visokom je zrakoplovno modelarstvo. Aero klub "Izet Kurtalić" jedan je od najuspješnijih bosanskohercegovačkih zrakoplovnih klubova, a najveće uspjehe ostvario pobjedama na svjetskim prvenstvima u F1B kategoriji 1996. i 1999. godine. Član tog kluba i bivši načelnik Visokog Kenan Jusufbašić bio je osam puta prvak Jugoslavije i 15 puta prvak s klubom "Izet Kurtalić" u Bosni i Hercegovini. Godine 1996. osvojio je zlatnu medalju na Europskom prvenstvu u Italiji. U sklopu reprezentacije BiH osvojio je 1997. i 1999. godine Svjetsko prvenstvo u zrakoplovnom modelarstvu. Na osnovu tih rezultata proglašen je za najboljeg športistu godine u Bosni i Hercegovini 1999. godine. Održava se Novogodišnji malonogometni turnir "Memorijal Midhat Ahić". U Visokom su tri teniska terena sa tri različite podloge.

### Rukomet
Najuspješniji šport u Visokom je rukomet, gdje je rukometni klub Bosna od svog osnivanja imao značajne rezultate. Klub je proveo 7 sezona u prvoj rukometnoj ligi Jugoslavije, pri tome ostvarujući značajne uspjehe u Kupu Savezne Republike BiH, osvojivši ga 1965., 1968., 1971. i 1982. godine, a do finala jugoslavenskog kupa došli su 1965. godine gdje su poraženi od Medveščaka. Najbolji plasman u prvenstvu ostvarili su u sezoni 1974./75. kada su osvojili 4. mjesto. Klub je zbog ratnoj dešavanja na kratko prekinuo svoj rad. Poslije 1994. godine klub je nastavio s uspješnim radom, i osvojio ligu Bosne i Hercegovine dva puta, 1997. i 1999. godine, a Kup Bosne i Hercegovine tri puta, 1995., 1998., 2001. Najbolji plasman u europskim takmičenjima ostvarili su u sezoni 1999/2000 došavši do 1/8 finala Kupa EHF, gdje su izgubili od budućeg prvaka RK Metkovića ukupnim rezultatom 48:44.

### Nogomet
Prva nogometna utakmica u Visokom odigrana je 1923. godine kada se formira i prvi nogometni klub Jadran. Godine 1934. formira se i drugi nogometni klub Radnički. Godine 1953. dolazi do spajanja ova dva kluba i tako nastaje nogometni klub Bosna. Nogometni klub Bosna je svoje najveće uspjehe doživio osvojivši nogometni Kup NS Bosne i Hercegovine 1999., kao i Superkup iste godine, u obje utakmice pobijedivši FK Sarajevo.

## Poznate osobe
- Milaš Radomirić, trgovac, srednji vijek
- Nasuh Matrakčija, osmanlijski polimat
- Mustafa Cerić, bivši reis-ul-ulema
- Ajas-beg, osmanski sandžak-beg
- Gordana Muzaferija, kazališna redateljica
- Zaim Muzaferija, glumac
- Enes Begović, pjevač
- Armin Muzaferija, pjevač
- Ugo Vlaisavljević, filozof
- Avdo Smailović, skladatelj
- Hazim Šabanović, povjesničar
- Elvedina Muzaferija, alpska skijašica
- Haris Mujezinović, košarkaš
- Marko Batina, košarkaš
- Zdenko Antović, rukometaš
- Faruk Ihtijarević, nogometaš
- Slaviša Vukićević, nogometaš
- Ivan Tomislav Međugorac, fratar, znanstvenik, pisac
- Faris Pinjo, glumac, pjevač
- Visočki mučenici

## Vanjske poveznice
- Službena stranica grada Visoko
- Franjevačka klasična gimnazija u Visokom  Arhivirana inačica izvorne stranice od 8. veljače 2009. (Wayback Machine)